# ジョン・ゴッティ
ジョン・ジョセフ・ゴッティ・ジュニア （John Joseph Gotti, Jr.　ジョン・ゴティとも　1940年10月27日 – 2002年6月10日）は、アメリカ・ニューヨークのマフィア組織であり「5大ファミリー」の一つ、「ガンビーノ一家」のボスだった人物。

## プロフィール

### 生い立ち
ニューヨーク州のブロンクスでイタリア系の両親の間に生まれる。13人兄弟の5番目。同名の父はナポリからの移民であり、ゴッティは貧しい環境で育った。ニューヨークで育った子供時代の憧れはアルバート・アナスタシアだったという。なお4人の男兄弟の全員がマフィアに入るという家柄であった。

### 少年時代
ゴッティの犯罪歴は、16歳で高校を中退した後にアイドルワイルド国際空港でトラックの荷物を盗んだことに始まる。この頃はカルロ・ガンビーノ率いるガンビーノ一家のカーマイン・ファティコ（Carmine Fatico）の部下だったが、まだマフィアの正式な構成員ではなかった。その後、幼なじみのアンジェロ・ルッジェーロとガンビーノ一家の準構成員ウィルフレッド・ジョンソン（Wilfred Johnson）と親交を結び、強奪、自動車窃盗などの犯罪に手を染める。

### ガンビーノ一家

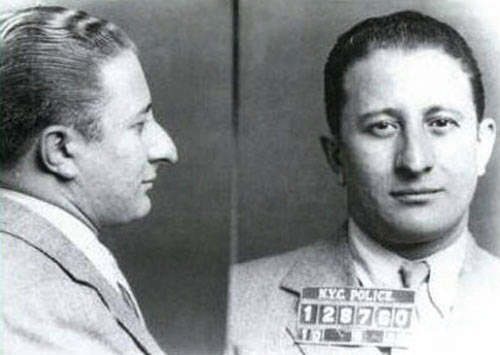
カルロ・ガンビーノ

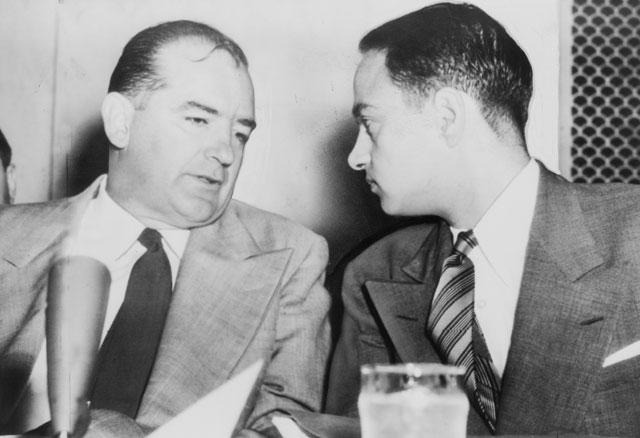
ロイ・コーン（右）

1966年に正式にガンビーノ一家の構成員になる。表では配管工事のセールスマンとして働き、裏ではリトル・イタリーにあるガンビーノ一家の本部レイヴナイトクラブを取り仕切っていた。アンダーボスだったアニエロ・デラクローチェから気に入られ彼の下で出世を遂げていった。裏でギャンブル事業も手がけていた。やがて、麻薬ビジネスにも手を出すようになる。
1969年にニュージャージー・ターンパイクでトラックの貨物を強奪したことで4年の懲役となり、ペンシルベニア州ルイスバークの連邦刑務所に入る。この刑務所の中でマフィアの友人を作り計画の交換もしたりした。ここでボナンノ一家のボス、カーマイン・ギャランテとも出会っている。
1972年5月22日にカルロ・ガンビーノの甥のエマニュエル・ガンビーノ（マニー）誘拐殺人事件の復讐としてギャングのジェイムズ・マクブラトニーをルッジェーロと共に射殺する。裁判で有罪になるが、ガンビーノが用意した「赤狩り」への貢献で知られる弁護士のロイ・コーンによって、3年で釈放された。街に戻るとマフィア内では英雄扱いを受けている。
なお当時のガンビーノ一家では、ボスのポール・カステラーノが麻薬の密売を“建前上”禁止していたが、ゴッティはそれを無視し麻薬ビジネスを続けていた。
その後、1977年になって自分のカポだったファティコが引退し、デラクローチェがゴッティを昇格させた。このときカステラーノは最初反対していたという。カステラーノはゴッティを殺人や強盗などの荒い仕事しか出来ない、小物のギャングと見なしていた。このことでゴッティはカステラーノを怨んでいた。しかしゴッティはカポ時代はカステラーノのことを非常に恐れていた。彼から電話で呼び出されると、「畜生、俺はまた何かをやらかしてしまったのか」と怯えたこともあった、という証言もある。

### 「テフロン・ドン」

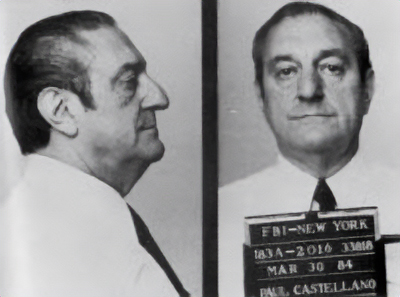
ポール・カステラーノ

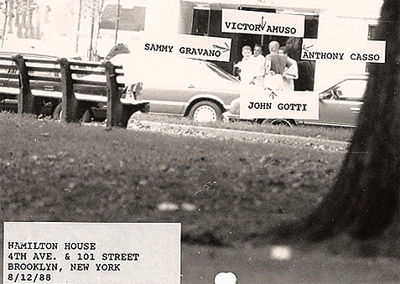
FBIの捜査写真に捉えられたゴッティ（1988年8月）

その後、カステラーノら5大ファミリーのボスや幹部が一斉起訴されたのに伴い、ゴッティが行なっていた麻薬取引はカステラーノに知られてしまう。それはゴッティのグループの解体と、さらにはゴッティの命の危険を意味した。ゴッティはサルヴァトーレ・グラヴァーノら若手構成員らによるカステラーノの暗殺計画を立て、1985年12月16日に実行させた。一方的に自分のボスを暗殺してコミッションの怒りを買わないために、ニューヨークの他の四つのファミリーの幹部と連絡を取り、意見を聞いていた。カステラーノを暗殺するヒットマンには4人全員に同じ服装をさせ、目撃者から特定されないようカモフラージュさせた。
翌1986年にガンビーノ一家の幹部たちで会議を開き、21人全員の推薦でボスになった。当時45歳。一部の手下からはボスになってから長くは持たないと予想され、ローマ教皇になってすぐに死亡したヨハネ・パウロ1世にたとえられて、「ジョン・ポール（ヨハネ・パウロ）・ゴッティ」と裏で囁かれた。ボスになった後、コンシリエーレ（相談役）だったジョー・N・ギャロ（ギャロ兄弟とは関係ない別人）を下ろしてフランク・ロカシーオ（Frank Locascio）を昇格させ、グラヴァーノを幹部にするなど、組織の若返りを計った。
一方、ジェノヴェーゼ一家のボスのヴィンセント・ジガンテはこの簒奪劇を認めず、ルッケーゼ一家のボスヴィクター・アムーソ（Victor Amuso）と組んで同年4月13日にアンダーボスに昇格したばかりのフランク・デチッコを殺害した。
ボスになってからは部下から多くの上納金を受け取り、年間所得は2000万ドルはあるとも目されていた。合法的な所得は配管工事用品の販売係とジッパー会社の役員の仕事からなる7万5000ドルだったとされている。ギャンブルなどでの派手な散財も目立った。他の一家のボスと比べると時代遅れの考え方をしたボスだったという説もある。1989年には、FBIの公聴会で長年の友人ウィルフレッド・ジョンソンが1969年以来FBIの内通者だったことが判明した。ゴッティは同年8月29日にジョンソンを射殺している。
フィラデルフィアの"リトル・ニッキー"・スカルフォと深いつながりを持ち、アトランティックシティの縄張りを分け合っていた。しかし、1989年11月までにスカルフォの甥のフィリップ・レオネッティが捕まると、レオネッティは自分の減刑と引き換えにゴッティのカステラーノ殺害における役割を法廷で証言していた。
1990年2月の裁判では殺しの命令をしている盗聴テープが法廷で流されたが無罪になった。数回にも渡り告発、起訴されたにもかかわらずなかなか有罪判決を受けなかったことから、傷のつかないコーティング素材に例えられ「テフロン・ドン（傷がつかないドン）」ともあだ名された。また、判決を受けた後などにマフィアのボスの身でありながら颯爽とテレビに顔を出し、FBIをあざ笑っていた。当時ガンビーノ一家はウィリアム・ペイストという組織犯罪の情報課の刑事をスパイとして使い、警察やFBIの情報を手に入れていた。後にペイストは組織犯罪への関与が発覚して有罪を受けている。
一方、ルッケーゼ一家によるゴッティを狙ったテロは続き、1990年11月6日にはカステラーノ暗殺の実行犯の一人で側近のエドワード・リノが、ルッケーゼ一家と通じたニューヨーク市警察の刑事、ルイス・エッポリトとスティーヴン・カラカッパにより射殺されている。ゴッティはジガンテ、アムーソらと粘り強く会合を続けた。

### 密告と逮捕

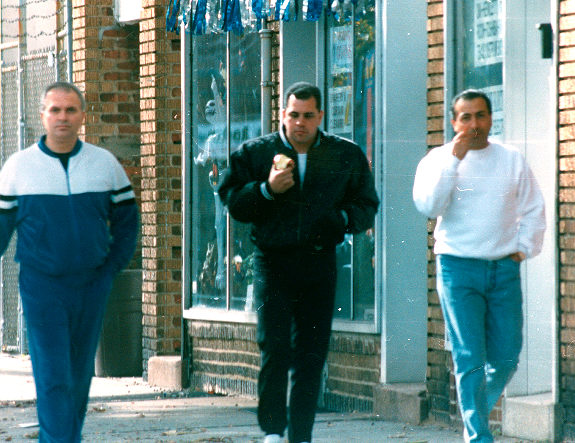
ジョン・ジュニア（中央）

ブルース・モウら率いるFBIに徐々に追い込まれ、1990年12月11日火曜日にゴッティは組織の本部のレイヴナイトクラブでロカシーオとグラヴァーノと一緒に逮捕される。テレビ出演や雑誌への露出などによる人気があったゴッティの逮捕を受け、一部市民による暴動が起きている。その頃アメリカは湾岸戦争真最中で、裁判を待つ間、留置場でゴッティはアメリカ政府ともめていたためイラクを応援していたという。
留置場にいる間に相当疑り深くなり、グラヴァーノとロカシーオには自分のいない所で弁護士に会うなと言うなど、2人のことをまったく信用しなくなった。このことで2人は「ゴッティの頭がおかしくなった」と思ったという。
その後、ゴッティにとって最大の衝撃が起きた。アンダーボスのグラヴァーノがFBIの証人保護プログラムに入りFBIに協力してしまった。1991年2月12日に裁判が始まり、グラヴァーノが法廷で組織のことを証言し、4月2日に有罪を受ける。13件の殺人への関与や不法賭博などの罪状で、起訴状にある14の訴因ですべて有罪を受け仮釈放のない終身刑を受けた。その後、ガンビーノ一家の7人のカポが実刑を受け、その中にトミー・ガンビーノもいた。
服役中は息子のジョン・ジュニアが月に2回面会に訪れていたという。服役中に他の囚人からリンチを受けた噂もある。当時全米最大のマフィア・ファミリーを率いている彼の失脚がイタリア系犯罪組織没落の大きなきっかけになったと言われている。

### 死去
ゴッティは2002年にミズーリ州スプリングフィールドの刑務所内の病院で喉頭癌のために死去し、ニューヨークのセント・ジョーンズ墓地の息子のフランク（下記）と同じ区画に埋葬された。ゴッティの葬儀に当たっては、ブルックリンのカトリック教会はミサを行うことを拒否していたが、埋葬後になってこれを認めた。他の4ファミリーは、葬儀に関係者を送らなかった。
ゴッティは歴代マフィアのボスの中で指導力があるボスだったかは疑問な点が多いとされる。ゴッティは当時、米最強最大のマフィア・ファミリーを引き継いだが、その力を以前とは比べ物にならないぐらい小さな組織にしてしまったとされるからである。マフィアを最終的な没落に導いた主要人物とみなされている。

## ファッション
ゴッティはブリオーニ（Brioni）などのイタリア製の高級スーツに身を包み、整った髪形を維持することとマニキュアを欠かさなかった。またボディーガードや運転手を全員同じ服装で揃えさせたり、大型クルーザーを乗り回すなど、ゴッティは映画スターのように目立つことがとても好きだった。派手な生活スタイルと著名人との交友、メディアへの頻繁な露出で有名になり、｢ダッパー・ドン(Dapper Don、｢粋な首領｣)｣とあだ名されるようになる。
メディアや有名人からの注目度も高く、ノートリアス・B.I.G.やドクター・ドレなどのラッパーがゴッティの名を口にし、「タイム」（ギャングがタイム誌の表紙を飾るのはカポネ以来だった）や「ピープル」、「ニューヨーク・タイムズ・マガジン」の表紙を飾ったこともある。
ゴッティがボスであった時代、昔のようにマフィアが秘密結社では無くなっていた事、またマフィア映画の人気がそれに拍車をかけて「マフィアらしさを誇示する」風潮が生まれ、ジョセフ・メルリーノなども派手な私生活をメディアに露出させていた。

## 人物
- 気性の激しい性格だが、IQは140前後あったとも言われている。

- 幼いころには「ジョニー・ボーイ」というあだ名があった。

- 一家のボスを務めた当時、自ら進んでメディアに出たり派手に振舞うことから「現代のアル・カポネ」とも呼ばれた。

- 大の賭博好きで、週に30万ドル以上負けたこともあるという。

- 女にだらしない性格で多くの愛人にたくさんの宝石を買ってやったり、そのうちの一人にマンハッタンのレストランを経営させたりもした。

## プライベート

### 家族
1960年、20歳の時にユダヤ系ロシア人のヴィクトリア・ディジョージョと結婚し5人の子供に恵まれる。娘のヴィクトリア・ゴッティは作家でベストセラーを3作も出しているという。日本でも「おまえを見ている」が翻訳されている。兄のピーター・ゴッティと息子のジョン・A・ゴッティは共にガンビーノ一家のボスを務めた。
孫のジョン・ゴッティ3世は格闘家となった。2023年6月11日、ボクシングの元世界王者フロイド・メイウェザー・ジュニアとエキシビションマッチを行い話題を呼んだ。

### 息子の死
息子の一人フランクは1980年3月18日、12歳の時に交通事故で死亡している。交通事故で息子が死んだときジョン・ゴッティの機嫌が悪くなり部下たちは大変だったという。
フランクと事故を起こした隣人のジョン・ファヴァラは事故後、友人たちから今住んでいるハワードビーチから引っ越して2度と戻ってくるなと忠告されたが、ファヴァラはフランクとの事故は防ぎようのない事故で、ゴッティが少しでも道理のわかる人間なら復讐なんてしないし、マフィアなんて映画の世界だろうと思い友人の言ったことを流していた。しかしその直後、同年6月28日に行方不明になり、2度と姿を見せることはなかった。ウィルフレッド・ジョンソンら6人の部下が誘拐を実行したといわれ、ゴッティ自らがチェーンソーでバラバラにしたという噂もある。形式上ファヴァラが行方不明になった頃、ゴッティはフロリダにいたということになっている。